# 庫里夫 (加利奇區)
49°14′30″N 24°43′3″E / 49.24167°N 24.71750°E
庫里夫（烏克蘭語：Курів），是烏克蘭西部的村莊，隸屬伊萬諾-弗蘭科夫斯克州的伊萬諾-弗蘭科夫斯克區。該村面積5平方公里，2001年人口294，人口密度每平方公里58.8人。